# Клист
Клист (англ. Clyst) — река в графстве Девон, Юго-Западная Англия. Длина реки — 25,1 км.

## Течение
Исток находится близ деревни Клист-Уильям, что недалеко от города Калломптон. Название реки происходит от древнеанглийского слова, означавшего чистый поток.
Впадает в эстуарий реки Экс у болота Боулинг-Грин, к югу от порта Топшэм близ Эксетера. Прилив проходит от устья реки Эксе до Ньюкорт-Бартона. На северной стороне реки, к западу от железнодорожной линии Эксмут, находится заповедник Боулинг-Грин-Марш.
Геологические исследования показывают, что в плейстоцене Клист «перехватил» верховья соседей реки Оттер.

## Флора и фауна
Исследования фауны реки в 1994 году определили, что там обитают: бычок, елец, угорь, гольян, усатый голец, колюшка, кефаль, камбала и форель у притока реки. Среди растений произрастает Стрелолист обыкновенный и Сусак зонтичный также черви паразиты Acanthocephalus clavula.

## История
В 2008 году специалистами были высказаны опасения о чистоте воды в реке.
В 2011 году началось строительство нового пешеходного моста, пересекающего реку в районе Клайст, Топшем. Мост был открыт в ноябре 2013 года.